# William Edward Shuckard
William Edward Shuckard est un bibliothécaire et un entomologiste britannique, né en  1803 à Brighton et mort le 10 novembre 1868 à  Kennington.
Il est bibliothécaire à la Royal Society et traduit le manuel d’entomologie d’Hermann Burmeister (1807-1892).

## Source
- (en) Anthony Musgrave (1932). Bibliography of Australian Entomology, 1775-1930, with biographical notes on authors and collectors, Royal Zoological Society of New South Wales (Sydney) : VIII-380 p.